# Elecciones al Senado de Argentina de 1958
Las Elecciones al Senado de la Nación Argentina de 1958 fueron realizadas a lo largo del mencionado año por las Legislaturas de las respectivas provincias para renovar las 46 bancas del Senado de la Nación luego del golpe de Estado de 1955. Con la derogación de la reforma constitucional de 1949 los senadores volvieron a ser electos por las legislaturas provinciales. En la Capital Federal el senador fue electo mediante el sistema indirecto de votación, donde se eligieron a 74 electores que luego se reunirián en el Colegio Electoral y proclamarían al senador electo.

## Resultados
| Partido         | Partido                            | Bancas |
| --------------- | ---------------------------------- | ------ |
|                 | Unión Cívica Radical Intransigente | 42/46  |
| Bancas vacantes | Bancas vacantes                    | 4/46   |

## Resultados por provincia
| Provincia           | Senador electo                   | Partido                          | Partido                            | Mandato                                   |
| ------------------- | -------------------------------- | -------------------------------- | ---------------------------------- | ----------------------------------------- |
| Buenos Aires        | Tomás Pedro Arana                |                                  | Unión Cívica Radical Intransigente | 31 de marzo de 1958 - 30 de abril de 1967 |
| Buenos Aires        | Adolfo Antonio Rocha Errecart    |                                  | Unión Cívica Radical Intransigente | 31 de marzo de 1958 - 30 de abril de 1967 |
| Capital Federal     | Armando Turano                   |                                  | Unión Cívica Radical Intransigente | 31 de marzo de 1958 - 30 de abril de 1961 |
| Capital Federal     | Lucio Racedo                     |                                  | Unión Cívica Radical Intransigente | 31 de marzo de 1958 - 30 de abril de 1967 |
| Catamarca           | Eduardo Bazán                    |                                  | Unión Cívica Radical Intransigente | 31 de marzo de 1958 - 30 de abril de 1964 |
| Catamarca           | Victorio Manuel Gallo            |                                  | Unión Cívica Radical Intransigente | 31 de marzo de 1958 - 30 de abril de 1967 |
| Chaco               | Pablo Biain                      |                                  | Unión Cívica Radical Intransigente | 31 de marzo de 1958 - 30 de abril de 1964 |
| Chaco               | Enrique V. de Llamas             |                                  | Unión Cívica Radical Intransigente | 31 de marzo de 1958 - 30 de abril de 1967 |
| Chubut              | Pedro Antonio Ciarlotti          |                                  | Unión Cívica Radical Intransigente | 31 de marzo de 1958 - 30 de abril de 1961 |
| Chubut              | Diego Isidro Rica                |                                  | Unión Cívica Radical Intransigente | 31 de marzo de 1958 - 30 de abril de 1961 |
| Córdoba             | Francisco José Melani            |                                  | Unión Cívica Radical Intransigente | 31 de marzo de 1958 - 30 de abril de 1964 |
| Córdoba             | Héctor E. Figueroa               |                                  | Unión Cívica Radical Intransigente | 31 de marzo de 1958 - 30 de abril de 1967 |
| Corrientes          | Víctor Hugo Fleitas              |                                  | Unión Cívica Radical Intransigente | 31 de marzo de 1958 - 30 de abril de 1961 |
| Corrientes          | Aníbal J. Dávila                 |                                  | Unión Cívica Radical Intransigente | 31 de marzo de 1958 - 30 de abril de 1967 |
| Entre Ríos          | José María Antonio Betora        |                                  | Unión Cívica Radical Intransigente | 31 de marzo de 1958 - 30 de abril de 1967 |
| Entre Ríos          | Eduardo Nogueira                 |                                  | Unión Cívica Radical Intransigente | 31 de marzo de 1958 - 30 de abril de 1967 |
| Formosa             | Antonio Iturralde                |                                  | Unión Cívica Radical Intransigente | 31 de marzo de 1958 - 30 de abril de 1961 |
| Formosa             | Juan Luis Díaz                   |                                  | Unión Cívica Radical Intransigente | 31 de marzo de 1958 - 30 de abril de 1961 |
| Jujuy               | Juan Argentino Mansilla          |                                  | Unión Cívica Radical Intransigente | 31 de marzo de 1958 - 30 de abril de 1961 |
| Jujuy               | Benjamín Guzmán                  |                                  | Unión Cívica Radical Intransigente | 31 de marzo de 1958 - 30 de abril de 1967 |
| La Pampa            | Vacante hasta el fin del período | Vacante hasta el fin del período | Vacante hasta el fin del período   | 31 de marzo de 1958 - 30 de abril de 1961 |
| La Pampa            | Raúl Enrique Beascochea          |                                  | Unión Cívica Radical Intransigente | 31 de marzo de 1958 - 30 de abril de 1964 |
| La Rioja            | Segundo Rosa Calderón            |                                  | Unión Cívica Radical Intransigente | 31 de marzo de 1958 - 30 de abril de 1964 |
| La Rioja            | Pedro César Vera Barros          |                                  | Unión Cívica Radical Intransigente | 31 de marzo de 1958 - 30 de abril de 1964 |
| Mendoza             | Francisco Cañeque                |                                  | Unión Cívica Radical Intransigente | 31 de marzo de 1958 - 30 de abril de 1961 |
| Mendoza             | Lucas Villalba                   |                                  | Unión Cívica Radical Intransigente | 31 de marzo de 1958 - 30 de abril de 1967 |
| Misiones            | Francisco Luis Martos            |                                  | Unión Cívica Radical Intransigente | 31 de marzo de 1958 - 30 de abril de 1961 |
| Misiones            | Guillermo Ildefonso Miranda      |                                  | Unión Cívica Radical Intransigente | 31 de marzo de 1958 - 30 de abril de 1961 |
| Neuquén             | Horacio Fernández Beschtedt      |                                  | Unión Cívica Radical Intransigente | 31 de marzo de 1958 - 30 de abril de 1961 |
| Neuquén             | Juan Pablo Fittipaldi            |                                  | Unión Cívica Radical Intransigente | 31 de marzo de 1958 - 30 de abril de 1961 |
| Río Negro           | Julio A. Malleville              |                                  | Unión Cívica Radical Intransigente | 31 de marzo de 1958 - 30 de abril de 1964 |
| Río Negro           | José María Guido                 |                                  | Unión Cívica Radical Intransigente | 31 de marzo de 1958 - 30 de abril de 1967 |
| Salta               | Salomón Trunsky                  |                                  | Unión Cívica Radical Intransigente | 31 de marzo de 1958 - 30 de abril de 1964 |
| Salta               | Napoleón Tomás Leavy             |                                  | Unión Cívica Radical Intransigente | 31 de marzo de 1958 - 30 de abril de 1967 |
| San Juan            | Franklin Alberto Sánchez         |                                  | Unión Cívica Radical Intransigente | 31 de marzo de 1958 - 30 de abril de 1964 |
| San Juan            | Diego Parra Pérez                |                                  | Unión Cívica Radical Intransigente | 31 de marzo de 1958 - 30 de abril de 1967 |
| San Luis            | Alfredo Felipe Bertín            |                                  | Unión Cívica Radical Intransigente | 31 de marzo de 1958 - 30 de abril de 1964 |
| San Luis            | Martín Vilchez                   |                                  | Unión Cívica Radical Intransigente | 31 de marzo de 1958 - 30 de abril de 1964 |
| Santa Cruz          | Carlos Alberto Lebrero           |                                  | Unión Cívica Radical Intransigente | 31 de marzo de 1958 - 30 de abril de 1961 |
| Santa Cruz          | Bartolomé Pérez                  |                                  | Unión Cívica Radical Intransigente | 31 de marzo de 1958 - 30 de abril de 1967 |
| Santa Fe            | Rodolfo A. Weidmann              |                                  | Unión Cívica Radical Intransigente | 31 de marzo de 1958 - 30 de abril de 1964 |
| Santa Fe            | Augusto G. Bayol                 |                                  | Unión Cívica Radical Intransigente | 31 de marzo de 1958 - 30 de abril de 1964 |
| Santiago del Estero | Clodomiro Falco                  |                                  | Unión Cívica Radical Intransigente | 31 de marzo de 1958 - 30 de abril de 1964 |
| Santiago del Estero | Carlos Bernabé Gómez             |                                  | Unión Cívica Radical Intransigente | 31 de marzo de 1958 - 30 de abril de 1961 |
| Tucumán             | Alfredo García                   |                                  | Unión Cívica Radical Intransigente | 31 de marzo de 1958 - 30 de abril de 1964 |
| Tucumán             | José Gregorio Juárez             |                                  | Unión Cívica Radical Intransigente | 31 de marzo de 1958 - 30 de abril de 1964 |

1. ↑  Falleció el 24 de abril de 1961, lo reemplaza Ataúlfo Pérez Aznar (UCRI) el 30 de agosto de 1961.
2. ↑  Renunció el 28 de julio de 1960, no fue reemplazado.
3. ↑  Desde el 5 de julio de 1961.
4. 1 2  Desde el 30 de junio de 1960.
5. ↑  Falleció el 26 de marzo de 1959, lo reemplaza José Jaritonsky (UCRI) el 5 de agosto de 1959.
6. ↑  Asume el Poder Ejecutivo 30 de marzo de 1962, no fue reemplazado.
7. ↑  Renunció el 29 de noviembre de 1961, lo reemplaza Alberto Omar Borella (UCRI) el 12 de abril de 1962.

### Capital Federal
Elección el 23 de febrero de 1958.
| Candidato                                         | Partido | Partido                               | Votos | Electores |
| ------------------------------------------------- | ------- | ------------------------------------- | ----- | --------- |
| - Armando Turano - Lucio Racedo                   |         | Unión Cívica Radical Intransigente    | ?     | 50/74     |
| - Santiago Bellingeri - Emir Mercader             |         | Unión Cívica Radical del Pueblo       | ?     | 24/74     |
| - Nicolás Repetto - Alfredo L. Palacios           |         | Partido Socialista                    | ?     |           |
| - Luis María Otero Monsegur - Alfredo J. Vercelli |         | Partido Cívico Independiente          | ?     |           |
| - Gerónimo Arnedo Álvarez - Orestes Ghioldi       |         | Partido Comunista                     | ?     |           |
| - Gastón J. Lacaze - Manuel Malbrán               |         | Partido Demócrata Conservador         | ?     |           |
| - Amadeo P. Barousse - Ludovico Ivanissevich (h)  |         | Partido Demócrata Cristiano           | ?     |           |
| - Agustín J. Álvarez - Roberto L. Rois            |         | Partido Demócrata Progresista         | ?     |           |
| - Víctor Lascano - Alberto C. Videla              |         | Unión Cívica Radical Antipersonalista | ?     |           |